# Leif Freij
Leif Roland Freij (ur. 29 marca 1943 w Malmö, zm. 17 czerwca 1998 w Limhamn) – szwedzki zapaśnik walczący w stylu klasycznym. Olimpijczyk z Rzymu 1960, gdzie zajął szesnaste miejsce w kategorii 62 kg.
Wicemistrz świata w 1966, a czwarty w 1965. Wicemistrz Europy w 1966. Zdobył trzy medale na mistrzostwach nordyckich w latach 1965 – 1967.
Kuzyn Rolanda Svenssona, zapaśnika i olimpijczyka z Meksyku 1968.